# 웅산 (가수)
웅산(雄山, 본명: 김은영, 1973년 4월 18일 ~ )은 대한민국의 재즈 가수이다. 그룹 웅산밴드의 구성원이다.

## 학력
- 상지대학교 중국어과 졸업(93학번)
- 경희대학교 대학원 포스트모던음악학과 석사

## 생애
2003년 1집 앨범 《Love Letters》로 가수에 데뷔하였다. 현재 경희대학교 포스트모던음악학부와 상명대학교 대학원 뮤직테크놀로지학과에서 겸임교수직을 맡고 있다. '웅산'이라는 예명은 과거 비구니가 되기 위해 출가를 준비하던 시절에 구인사에서 받은 법명을 그대로 가져다 쓴 것이다.

## 음반 목록
- [2003년 12월] 1집 <Love Letters> 한∙일 동시발매
- [2005년 11월] 2집 <The Blues> 발매
- [2005년 12월] 일본 2집 <Call Me> 발매
- [2007년 7월] 3집 <Yesterday> 발매
- [2008년 9월] 4집 <FALL IN LOVE> 발매
- [2008년 12월] 일본 3집 <FEEL LIKE MAKING LOVE> 발매
- [2009년 10월] <Miss Mister (1st Special Album)> 발매
- [2009년 12월] 일본 4집 <Close Your Eyes> 발매
- [2010년 1월] <아름답고 푸른 도나우> ㅡ 웅산밴드
- [2010년 3월] 5집 <Close Your Eyes> 발매
- [2011년 6월] Fly With Me (with DJ Okawari) 1st Single 발매
- [2011년 6월] Change The World (with DJ Okawari) 2nd Single 발매
- [2011년 6월] 일본 5집 <Once I Loved> 발매
- [2011년 10월] <Once I Loved> 2nd Special Album 발매
- [2011년 10월] 6집 <Tomorrow> 발매
- [2011년 10월] Reborn 산울림 35 Track 6
- [2013년 10월] 7집 < I Love You > 발매
- [2014년 11월] The Best WoongSan 발매
- [2015년 8월] 8집 <TEMPTATION> 발매
- [2016년 9월] < 헤어진다음날 > Digital Single 발매
- [2016년 10월] < 아픔아 > Digital Single 발매
- [2016년 11월] 데뷔 20주년 기념 MINI ALBUM VOL. 1 <Jazz is My Life> 발매
- [2017년 12월] < Bear Walk > Digital Single 발매
- [2018년 9월] 9집 < I'm Alright > 발매

## 출연작

### 예능
- 2016년 MBC 《미스터리 음악쇼 복면가왕》 - 보헤미안 랩소디

## 같이 보기
- 한헤라
- 조수미
- 박정현
- 옥주현
- 차지연
- 팝페라